# Rana Bhagwandas
Rana Bhagwandas, né le 20 décembre 1942 à Karachi et mort le 23 février 2015 dans la même ville, est un juge pakistanais.

## Biographie
Il accède au barreau en 1965 puis, après deux ans de pratique privée, se joint à l'administration judiciaire pakistanaise en 1967. En 1994, il est promu à la Cour supérieure du Sindh. En 1999, sa nomination est contestée en raison de sa religion (hindouisme), mais cette demande est rejetée.
En 2000, il est nommé à la Cour suprême du Pakistan. En 2005, il siège temporairement comme président de la Cour suprême en remplacement de Iftikhar Muhammad Chaudhry, en voyage pendant une dizaine de jours. Il est le premier hindou à accéder à ce poste. Le 9 mars 2007, le président Pervez Musharraf démet le président de la Cour suprême, Iftikhar Muhammad Chaudhry, de ses fonctions. Bhagwandas le remplace à partir du 24 mars jusqu'au 20 juillet. 